# Леон-и-Эскосура, Игнасио

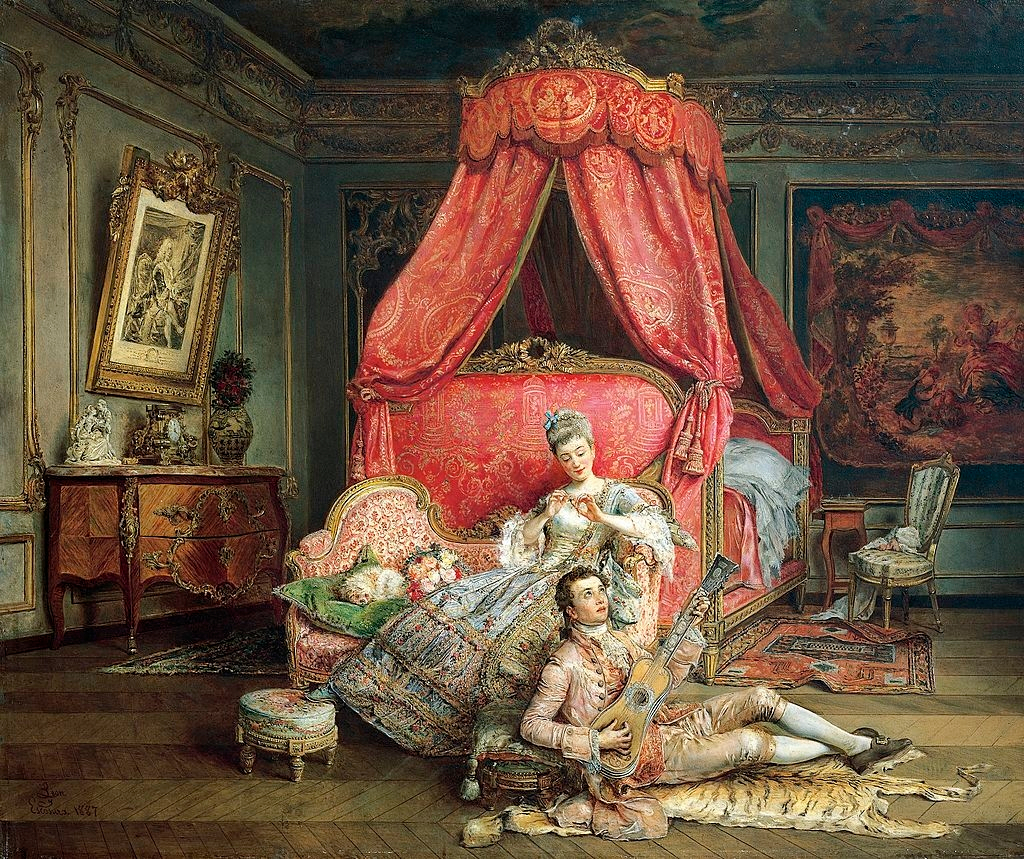
«Романтическая встреча»

Игнасио Леон-и-Эскосура (исп. Ignacio León y Escosura; 1834, Овьедо — 1901, Толедо) — испанский живописец-жанрист.

## Биография
Начальное художественное образование получил в Ла-Корунье у Хуана Переса Вильяамиля, затем переехал в Мадрид, где учился у Федерико Мадрасо. В 1859 году переехал в Париж, где учился в Имперской школе у Лазержа, а также у Жана Леона Жерома и Эрнеста Месонье. С начала 1860-х годов неоднократно участвовал в различных международных художественных выставках, получая в том числе первые премии. В 1893 году по приказу королевской четы представлял Испанию на Всемирной выставке в Чикаго.
Писал в основном сцены, происходящие в закрытых помещениях и в садах, с фигурами в нарядных костюмах XVII и XVIII столетий, нередко представляющими исторические лица, а также работы на восточную тематику. Картины его в конце XIX века оценивались как «неодинаково хороши по исполнению, но блестящи и гармоничны по краскам».
Среди наиболее известных полотен его авторства — «Филипп IV и Рубенс посещают Веласкеса» (1867), «Лукреция Борджиа в Венеции» (1869), «Во времена Людовика XV» (1870), «Карл V в мастерской Тициана», «Отречение короля от престола», «Рождение наследницы», «Изумрудная диадема», «Неприятельское знамя», «Прием посланника», «Нежданный визит» и «Битва на улице Риволи, в Париже, во время революции».